# Рожищенський коледж Львівського національного університету ветеринарної медицини та біотехнологій імені С.З. Гжицького
Відокремлений структурний підрозділ «Рожищенський фаховий коледж Львівського національного університету ветеринарної медицини та біотехнологій імені С. З. Гжицького» — заклад вищої освіти І рівня акредитації, є частиною Львівського національного університету ветеринарної медицини та біотехнологій.

## Історія коледжу
У 1949 році обласна влада ухвалила рішення про створення на Волині навчальних закладів з підготовки зоотехніків, працівників тваринницьких ферм, молодших ветеринарних спеціалістів і, відповідно до якого в Рожищі організовується середня сільськогосподарська школа з підготовки і перепідготовки голів колгоспів із трирічним і однорічним термінами навчання. Базою для цієї школи стали приміщення і обладнання діючої Рожищенської однорічної школи рільників, в якій функціонували відділення: зоотехнічний, ветфельдшерський, агротехнічний.
У 1956 році відповідно до розпорядження Ради Міністрів УРСР від 29 серпня 1956 року в Рожищі відкрито зооветеринарний технікум з двома відділеннями — ветеринарним і зоотехнічним.
За майже 55-літню історію в коледжі підготовлено понад 8 тисяч висококваліфікованих спеціалістів — аграріїв-зоотехніків, зоотехніків-організаторів, фельдшерів ветеринарної медицини, техніків з штучного осіменіння сільськогосподарських тварин.

## Діяльність
Рожищенський коледж Львівського національного університету ветеринарної медицини та біотехнологій імені С. З. Гжицького, здійснює освітню діяльність із здобуття вищої освіти за освітньо-кваліфікаційним рівнем молодшого спеціаліста за спеціальностями:
– 211 Ветеринарна медицина;
– 204 Технологія виробництва і переробки продукції тваринництва.
Коледж має 2 навчальні корпуси, 30 навчальних кабінетів і лабораторій, 2 комп'ютерних класи, бібліотеку з читальною залою і книжковим фондом 30 тисяч наукової, спеціальної і художньої літератури, 2 гуртожитки, їдальню, навчально-виробниче господарство.
Підготовку спеціалістів здійснює педагогічний колектив у складі 42 викладачі, серед них 13 магістрів ветеринарної медицини та зооінженерії, старші викладачі, викладачі вищої категорії. Навчання здійснюються за рахунок коштів державного бюджету та за рахунок фізичних і юридичних осіб.
З 2002 року коледж співпрацює зі Спілкою рільничих шкіл імені І.Красіцького в Смоляйнах Вармінсько-Мазурського воєводства, зі спілкою сільськогосподарських шкіл практичного навчання в Болєславові Поморського воєводства (Республіка Польща) з питань вивчення досвіду галузі тваринництва. Щороку певна кількість студентів коледжу має змогу стажуватися у кращих фермерських господарствах вищезгаданих воєводств сусідньої країни. 